# 久米島町立久米島西中学校
久米島町立久米島西中学校（くめじまちょうりつ くめじまにしちゅうがっこう）は、沖縄県久米島町にある町立中学校。

## 通学区域
字仲村渠、字具志川、字仲地、字山里、字上江洲(久間地)、字西銘、字北原、字大原、字鳥島、字仲泊字大田、字兼城、字宇江城、宇比屋定、宇阿嘉(上・下)